# Romeo (Rapper)

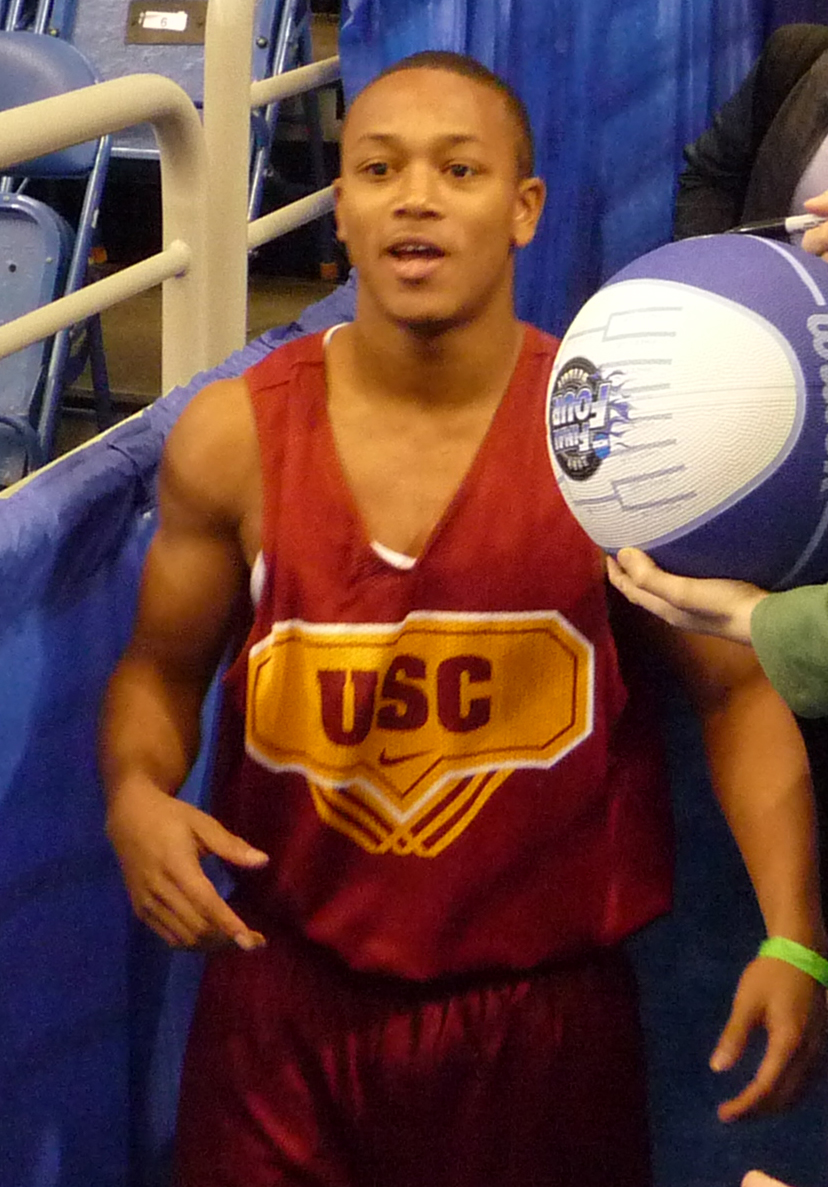
Lil' Romeo (2009)

Romeo (* 19. August 1989 in New Orleans, Louisiana; bürgerlich Percy Romeo Miller Jr., bis 2006 als Lil’ Romeo) ist ein US-amerikanischer Rapper und Schauspieler. Er ist der Sohn des Rappers Master P und der Bruder der Sängerin und Schauspielerin Cymphonique Miller.

## Leben
Ab seinem vierten Lebensjahr wirkte Romeo auf den Platten seines Vaters mit; sein erstes eigenes Album veröffentlichte er bereits im Alter von 10 Jahren als Lil’ Romeo. Er ist der Anführer der Rapgruppe Rich Boyz, zu der auch sein jüngerer Bruder Young V (bürgerlich Vercy Miller) und Kate Dogan gehört.
Ende 2006 erschien sein fünftes Soloalbum, bei dem er das erste Mal unter seinem heutigen, verkürzten Künstlernamen Romeo auftrat. Als Features erschienen unter anderem Bobby Valentino, Master P und die Rich Boyz.
Des Weiteren war Romeo in mehreren Filmen auch als Schauspieler tätig und hatte von 2003 bis 2006 auf dem Fernsehsender Nickelodeon eine eigene Sendung namens Romeo!. Außerdem gehört ihm das Modelabel P. Miller Shorties.
An der Beverly Hills High School spielte er zudem erfolgreich Basketball und erzielte in der High-School-Saison 2006/2007 durchschnittlich 13,9 Punkte und kam auf 5,6 Assists pro Spiel. Ab 2008 spielte er an der University of Southern California in der Basketballmannschaft.
2011 war er Teilnehmer der zwölften Staffel der Fernsehsendung Dancing with the Stars, dem amerikanischen Pendant zu Let’s Dance.

## Diskografie

### Alben
Studioalben

| Jahr | Titel      | Höchstplatzierung, Gesamtwochen, AuszeichnungChartsChartplatzierungen (Jahr, Titel, Platzierungen, Wochen, Auszeichnungen, Anmerkungen) | Anmerkungen                              |
| Jahr | Titel      | US | Anmerkungen                              |
| ---- | ---------- | --- | ---------------------------------------- |
| 2001 | Lil’ Romeo | US6 Gold · (24 Wo.)US | Erstveröffentlichung: 3. Juli 2001       |
| 2002 | Game Time  | US33 (11 Wo.)US | Erstveröffentlichung: 17. Dezember 2002  |
| 2004 | Romeoland  | US70 (8 Wo.)US | Erstveröffentlichung: 21. September 2004 |

Mixtapes
| - 2006: Lottery - 2010: Patience Is a Virtue Kompilationen - 2006: Greatest Hits - 2007: Gutta Music All-Stars - 2009: Get Low Kollaborationen - 2005: Young Ballers: The Hood Been Good to Us (mit Rich Boyz) - 2007: Hip Hop History (mit Master P) - 2010: Spring Break (mit College Boyys) Soundtracks - 2005: Romeo! TV Show (The Season) - 2006: God’s Gift: Music from the Motion Picture - 2007: Crush On U: Music from the Motion Picture | EPs - 2006: God’s Gift (Digital Exclusive) - 2008: Get Low wit It - 2010: Famous Girl - 2010: Practice - 2011: Don’t Push Me Als Maserati Rome - 2011: I Am No Limit - 2012: Inception - 2015: We All We Got (mit Money Mafia) - 2015: Hustlin (mit Money Mafia) - 2016: Fighting Monsters |

### Singles
| Jahr | Titel Album                    | Höchstplatzierung, Gesamtwochen, AuszeichnungChartplatzierungen (Jahr, Titel, Album, Platzierungen, Wochen, Auszeichnungen, Anmerkungen) | Höchstplatzierung, Gesamtwochen, AuszeichnungChartplatzierungen (Jahr, Titel, Album, Platzierungen, Wochen, Auszeichnungen, Anmerkungen) | Höchstplatzierung, Gesamtwochen, AuszeichnungChartplatzierungen (Jahr, Titel, Album, Platzierungen, Wochen, Auszeichnungen, Anmerkungen) | Anmerkungen                                      |
| Jahr | Titel Album                    | DE | UK | US | Anmerkungen                                      |
| ---- | ------------------------------ | --- | --- | --- | ------------------------------------------------ |
| 2001 | My Baby Lil’ Romeo             | DE90 (1 Wo.)DE | UK67 (1 Wo.)UK | US3 (14 Wo.)US | Erstveröffentlichung: April 2001                 |
| 2002 | Hush Lil’ Lady I’m Just Correy | — | — | US63 (13 Wo.)US | Erstveröffentlichung: Januar 2002 mit Lil’ Corey |

Weitere Singles
- 2002: Clap Your Hands
- 2002: Tell Me a Story (About the Night Before) (feat. Hilary Duff)
- 2003: True Love
- 2004: Rich Boys
- 2005: I Don’t Need a Girlfriend
- 2006: My Cinderella
- 2006: U Can’t Shine Like Me
- 2008: She Likes Me (feat. Colby O’Donis)
- 2009: Get Low wit It (feat. Akon)
- 2010: What U Made Of (feat. Trey Songz)
- 2010: Coming Home (feat. Andrew Garcia)

## Filmografie (Auswahl)

### Schauspiel
- 2001: Max Keebles großer Plan (Max Keeble’s Big Move)
- 2002: Raising Dad – Wer erzieht wen? (Raising Dad, Fernsehserie, Episode 1x20)
- 2003: One on One (Fernsehserie, Episode 3x10)
- 2003: Honey
- 2003–2006: Romeo! (Fernsehserie, 48 Episoden)
- 2004: Nick Takes Over the Superbowl (Fernsehfilm)
- 2004: Still ’Bout It
- 2004: Decisions
- 2006: Don’t Be Scared
- 2007: Crush on U
- 2007: Uncle P
- 2007: Black Supaman
- 2010: The Defenders (Fernsehserie, Episode 1x08)
- 2010: Down and Distance
- 2011: The Cape (Fernsehserie, Episode 1x09)
- 2011: Jumping the Broom
- 2011: Reed Between the Lines (Fernsehserie, Episode 1x05)
- 2011: Charlie’s Angels (Fernsehserie, Episode 1x07)
- 2012: Madea’s Witness Protection
- 2012: Single Ladies (Fernsehserie, Episode 2x06)
- 2012: How to Rock (Fernsehserie, Episode 1x19)
- 2013: The Love Letter (Fernsehfilm)
- 2013: Frat Brothers
- 2014: Could This Be Love
- 2014: Survivor’s Remorse (Fernsehserie, Episode 1x05)
- 2015: Megachurch Murder
- 2015: Brotherly Love
- 2015: A Girl Like Grace
- 2015: I Think My Babysitter’s an Alien
- 2015: A Royal Family Holiday (Fernsehfilm)
- 2015: A Royal Family Christmas (Fernsehfilm)
- 2016: Little Dead Rotting Hood – Keine Angst vorm bösen Wolf (Little Dead Rotting Hood)
- 2016: Jarhead 3 – Die Belagerung (Jarhead 3: The Siege)
- 2016: Empire (Fernsehserie, 3 Episoden)
- 2017: Game Day
- 2017: Zombie Shooter (Dead Trigger)
- 2017: Destruction: Los Angeles
- 2018: Fright Fest
- 2018: Famous in Love (Fernsehserie, 5 Episoden)
- 2018: Adolescence
- 2018: Never Heard
- 2019: I Got the Hook Up 2
- 2019: Tales (Fernsehserie, Episode 2x05)
- 2021: The Pig People
- 2021: #Unknown
- 2021: Who Is Christmas Eve?
- 2022: Wrath: A Seven Deadly Sins Story
- 2022: A Miracle Before Christmas
- 2023: Á La Carte (Fernsehserie, 7 Episoden)
- 2023: Christmas Angel
- 2023: Clown Motel
- 2023: Secret Society 3: 'Til Death
- seit 2024: Paper Empire (Fernsehserie)

### Synchronisationen
- 2002: Die Prouds (The Proud Family, Zeichentrickserie, Episode 2x02)
- 2004: All Grown Up – Fast erwachsen (All Grown Up!, Zeichentrickserie, Episode 1x11)
- 2013: Frog Kingdom (Animationsfilm)